# Keramika Kutani
'Keramika Kutani (九谷焼, Kutani-jaki) je slog japonskega porcelana, ki naj bi bil tradicionalno iz Kutanija, ki je zdaj del Kage, prefektura Išikava, v nekdanji provinci Kaga. Razdeljen je na dve fazi: Ko-Kutani (stari Kutani), iz 17. in začetka 18. stoletja, in Saikō-Kutani iz oživljene proizvodnje v 19. stoletju. Prestižnejše izdelke Ko-Kutani znanstveniki priznavajo kot zapleteno in zelo napačno predstavljeno skupino, zelo pogosto sploh ne iz Kutanija.
Posode Kutani, zlasti v obdobju Ko-Kutani, zaznamujejo žive temne barve, ki poosebljajo razkošno estetiko. Teoretizirajo, da so dolge, ostre in sive zime v regiji Hokuriku povzročile željo tam živečih ljudi, da bi keramični izdelki kazali močne in drzne barve. Klasični slog petih barv je znan kot gosai-de (五彩手), in vključuje zeleno, modro, rumeno, vijolično in rdečo. Vzorci so drzni in običajno prikazujejo pokrajine, lepoto narave in ljudi ter pokrivajo večino površine vsakega kosa.
Zaradi priznavanja sodobnega razumevanja, da je velik del, če ne večina, proizvodnje Ko-Kutani potekala okoli Arite, so izdelki zdaj včasih združeni z izdelki Imari (morda kot tip Ko-Kutani) ali širšimi skupinami izdelkov Arita ali Hizen keramike.

## Zgodovina

### Ko-Kutani
Izraz kutani pomeni »devet dolin«. Prva omemba je bila leta 1655 v obdobju Meireki. Po izročilu so gline, primerne za izdelavo porcelana, našli v rudnikih Kutani klana Daišōdži, kadetske veje klana Maeda, ki je vladal domeni Daišōdži. Gotō Saidžirō, član klana Maeda, je bil po ukazu Maede Tošiharuja, daimjōja domene Kaga, poslan v Arito v provinci Hizen, da bi se naučil izdelovati porcelan. V vasi Kutani je postavil peč. Daimjō domene Kaga je postal veliki pokrovitelj Kutanija. Porcelan iz tega zgodnjega obdobja se posebej imenuje stari Kutani (古九谷, ko-Kutani) in je zelo redek.
Ko-Kutani je užival priljubljenost naslednjih nekaj desetletij po letu 1655. Sloga starega Kutanija sta bila Aote (青手), ki je uporabljal temno zelene, rumene, temno modre in vijolične barve in Iroe (色絵), ki je uporabljal barve rdeča, zelena, vijolična, temno modra in rumena. Arita je izdelala številne posode v slogu ko-Kutani, pa tudi kakiemon porcelan.
Proizvodnja se je leta 1730 nenadoma zaprla. O razlogih za to zaprtje se razpravlja. Predstavljene teorije vključujejo, da je bilo težko najti zaloge pigmentov, potrebnih za posteklitev ali da so bile finančne težave.[4] Spominska kamnita stela Gotōju je bila pozneje postavljena blizu stare Kutanijeve peči za posodo v Kagi.

### Saikō-Kutani
Leta 1804 ali morda 1807 je bila proizvodnja ponovno vzpostavljena s pomočjo več kamamoto ali proizvodnih lončarjev. Nove tehnike slikanja z nadglazuro iz različnih kamamotov so bile vključene v razvoj tega, kar je postalo znano kot oživljeni Kutani (再興九谷, Saikō-Kutani). V 19. stoletju se je slog premaknil k bolj rdečemu dizajnu, imenovanemu aka-e (赤絵), ki ima zapletene modele. Zlata tehnika se imenuje kinran-de (金襴手), kombinacija pa je postala aka-e kinran-de (赤絵 金襴手) Kutani.
Ena prvih pomembnih razstav v tujini je bila leta 1873 na dunajski svetovni razstavi, kjer je bil razstavljen kinran-de. To je pripomoglo k širjenju njegove priljubljenosti in prispevalo k rasti izvoza v Evropo. Slog izdelave Kutanija je bil leta 1975 imenovan za tradicionalno obrt. Zdaj obstaja več sto podjetij, ki proizvajajo posodo Kutani.
Mnogi umetniki so danes v Komacu, prefektura Išikava in Terai. Znani umetniki so Tacuya Micui, Buzan Fukušima (ki je specializiran za aka-e), Takajama Kazuo (r. 1947) in Akadži Ken (r. 1938), ki delajo v tradicionalnem slogu, ter Todžiro Kitade in Fudžio Kitade, ki delata v modernem gibanju. Tokuda Jasokiči III. (1933–2009) je bil imenovan za živi nacionalni zaklad za svoje emajlirano delo v ao-de ko-Kutani. Jošida Minori (roj. 1932) je mojster tretje generacije, ki je specializiran za tehniko jūri-kinsai (tehniko nanašanja zlatih lističev) in je bil tudi imenovan za živi nacionalni zaklad. Asakura Isokiči II. (1913–1998) je bil prav tako znan in je leta 1996 prejel Red kulture.
Poleg tradicionalnih posod, kot je čavan (posoda za pripravo in pitje čaja), so se Kutani umetniki v zadnjem času razširili na proizvodnjo predmetov, kot je superga iz porcelana z živimi barvami in dodatki, kot so USB ključki.

## Karakteristike
Šest različnih tehnik posteklitve prevladuje v revidirani obliki Kutani:
- Slog mokubei, pod vplivom kitajskih tehnik slikanja s tušem.[19]
- Slog jošidaja, ki ga zaznamujejo zelene, rumene, vijolične in temno modre barve kot osnova.
- Slog eiraku, ki je v nasprotju s slogom jošidaja, s svojimi poenostavljenimi zlatimi premazi na prvem nanosu rdeče barve.
- Slog Iidaja ali Hačirode, ki se oddaljuje od običajnega sloga Kutani s temo narave, z drobnimi slikami človeških figur na rdeče-zlatem ozadju aka-e kinran-de mix.[19][20]
- Slog šoza, mešanica vseh štirih tehnik nadsteklitve.

V običajnem proizvodnem procesu obrtnik prejme navaden bel keramični kos. Rokodelec bo naslikal fin vzorec komon (小紋), ki je prikazan tudi na kimonu. Obrisi so pobarvani z zaffro, snov ki je temno moder pigment, pridobljen s praženjem kobaltove rude. Posodo nato žgejo v peči, ki zaffro potemni. Za dokončanje traja približno sedem ur. Površino nato ponovno prekrijejo v rednih intervalih. Za vzorce in dekoracijo je na primer pet barv, imenovanih gosai-de, izdelanih iz steklastega emajla, naslikanih na posodo z debelimi potezami, zaradi česar je celoten kos na koncu bolj tridimenzionalen. Razmerje, uporabljeno v posamezni glazuri, določa specifične tone barv. Posoda se nato ponovno žge v peči pri 800 celzija. Kemična reakcija zaradi toplote spremeni pigment v prosojne barve, ki jih želi mojster. Barva se spremeni v prozorno steklo in fin dizajn komon ji daje globino.
Dandanes imajo prednost električne peči, saj zmanjšajo stopnjo napake.

### Fina kaligrafija
Edinstvena značilnost posode Kutani je uporaba fine kaligrafije, imenovane saidži (細字), ki je miniaturne velikosti. Za ustanovitelja te umetnosti velja Oda Seizan (小田清山), ki je prvi uvedel to obliko v zgodnji dobi Meidži. V skodelice za čaj in sake je pisal klasične kitajske pesmi z najtanjšimi čopiči. Do leta 1900 je začel pisati tudi z japonskimi pismenkami. Med njegovimi dosežki je bilo pisanje vseh pesmi Ogura Hjakunin Isšu v skodelico v zahodnem slogu s premerom treh centimetrov in 500 vaka pesmi o cesarju Meidžiju v japonski skodelici za čaj. Njegov zet Tamura Kinsei je nadaljeval obrt in jo prenesel na svojega vnuka Tamura Keisei 田村敬星 (r. 1949), ki nadaljuje umetnost. Kaligrafijo piše tudi na zunanjost posod, kot so kadilnice. Leta 2005 ga je vlada prefekture Išikava razglasila za nematerialno kulturno dobrino.

## Najdišče peči
Mesto prvotnih peči Kutani je zdaj arheološko najdišče in je bilo leta 1979 razglašeno za nacionalno zgodovinsko območje Japonske. Od leta 1955 je odbor za izobraževanje prefekture Išikava izvedel raziskavo izkopavanj in na desnem bregu reke Daišodži našli dve stopenjski peči noborigama z neprekinjenimi celicami. Prva peč je bila sestavljena iz zgorevalne komore in niza 13 zgorevalnih komor, ki so se raztezale po pobočju, v vodoravni dolžini 33,4 m od spodnje zgorevalne komore do dimne cevi na zgornjem koncu in višine 10,75 metra. Kurilna komora je sestavljena iz peščene postelje z zadnjo steno iz opeke. Druga peč je 15 metrov južneje in ima skupno dolžino 13,02 metra. Čeprav v manjšem merilu, sta bila ustje in dimni del dobro ohranjena. Na tem mestu je tudi tretja peč v slogu Jošijada z dolžino 16 metrov, ki izvira iz konca obdobja Edo. Poleg samih peči je ugotovljena tudi lokacija delavnice za mešanje pigmentov in lokacije za čiščenje glinenih materialov ter lokacije ateljeja. Našli so številne drobce porcelana, kar kaže na prevlado belega porcelana in celadona. Trenutno je lokacija zasuta zaradi ohranitve.